# Issei Nichino
Issei Nichino (jap. 西野 一征, Nichino Issei; * um 1945) ist ein japanischer Badmintonspieler. 

## Karriere
Issei Nichino wurde 1966 und 1967 japanischer Studentenmeister im Herrendoppel. 1967 siegte er dort auch im Herreneinzel. Größter Erfolg seiner Karriere war 1967 der Gewinn der Denmark Open im Herrendoppel mit Ippei Kojima.

## Sportliche Erfolge
| Saison | Veranstaltung          | Disziplin    | Platz | Name                         |
| ------ | ---------------------- | ------------ | ----- | ---------------------------- |
| 1966   | Studentenmeisterschaft | Herrendoppel | 1     | Ippei Kojima / Issei Nichino |
| 1967   | Studentenmeisterschaft | Herrendoppel | 1     | Junji Honma / Issei Nichino  |
| 1967   | Studentenmeisterschaft | Herreneinzel | 1     | Issei Nichino                |
| 1968   | Denmark Open           | Herrendoppel | 1     | Ippei Kojima / Issei Nichino |